# Margattea elongata
Margattea elongata är en kackerlacksart som beskrevs av Kumar 1975. Margattea elongata ingår i släktet Margattea och familjen småkackerlackor. Inga underarter finns listade i Catalogue of Life.